# 김우진 (1989년)
김우진(한국 한자: 金佑鎭, 1989년 9월 17일 ~ )은 대한민국의 전 축구 선수이며, 포지션은 미드필더였다.